# Skogsfjordvatnet

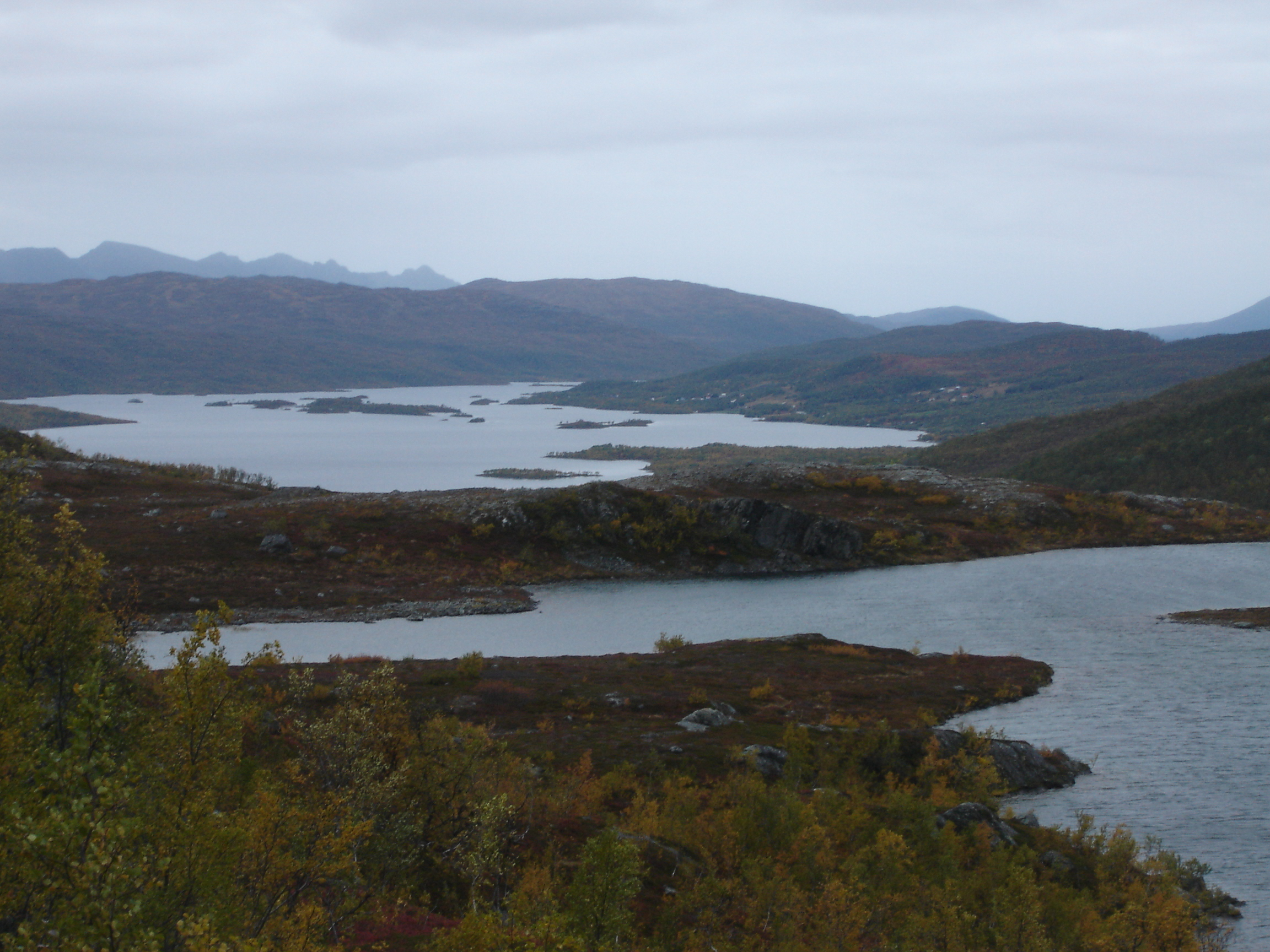
Skogsfjordvatnet

Skogsfjordvatnet är en insjö i Karlsøy kommune, Troms fylke, belägen centralt på Ringvassøya med en höjd av 20 meter över havet. Den är 13,6 km² stor, vilket gör Skogsfjordvatnet till Norges största insjö belägen på en ö.